# نصب الاستقلال (عشق أباد)

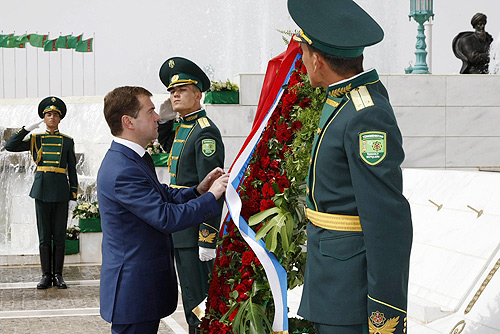
دميتري ميدفيديف يضع إكليل من الزهور على النصب التذكاري في عام 2008.

نصب الاستقلال (بالإنجليزية: Independence Monument) هو نصب تذكاري يقع في عشق أباد في تركمانستان. تصميم هذا المبنى مُستوحى من الخيام التركمانية التقليدية وغطاء الرأس التقليدي الذي ترتديه الفتيات التركمان. عناصر المبنى تخلد ذكرى تاريخ استقلال تركمانستان، 27 أكتوبر 1991. تشمل هذه العناصر 91 متر (299 قدم) برج من الخرسانة المسلحة 27 متر (89 قدم) بناء فولاذي مذهب ذهبي عالي أعلى البرج، إلى جانب شرفة مراقبة بقطر 10 متر (33 قدم). داخل المبنى، توجد قاعات عرض حيث تُعرض أعمال فنية مهمة تمثل تاريخ تركمانستان. يقع نصب الاستقلال على مساحة إجمالية قدرها 84,500 متر مربع (910,000 قدم2)، محاطًا بالمناظر الطبيعية الخضراء التي تضم مسبحًا متدرجًا و 27 تمثالًا بطوليًا لقادة تركمان، تتمحور حول تمثال ذهبي لسابار مراد نيازوف.

## روابط خارجية
- معرض صور عشق أباد.